# Wiktor Trenewski
Wiktor Trenewski (mac.: Виктор Треневски; ur. 8 października 1972 w Skopju) – macedoński piłkarz występujący na pozycji napastnika. Trener piłkarski.

## Kariera klubowa
Trenewski karierę rozpoczynał w 1991 roku w zespole FK Budućnost Podgorica, a w 1995 roku przeszedł do Partizana. W ciągu 3 lat gry dla tego klubu, dwukrotnie zdobył z nim mistrzostwo Jugosławii (1996, 1997), a także Puchar Jugosławii (1998). W 1998 roku odszedł do macedońskiego Siłeksa Kratowo. Na początku 1999 roku odszedł jednak stamtąd do meksykańskiej Puebli. W sezonie 1998/1999 rozegrał tam 9 spotkań i zdobył 1 bramkę w pierwszej lidze meksykańskiej.
W połowie 1999 roku Trenewski wrócił do Macedonii, gdzie został graczem klubu FK Pelister. Spędził tam sezon 1999/2000, a potem odszedł do FK Budućnost Podgorica. Tym razem występował tam przez dwa sezony. W 2002 roku wyjechał do Słowenii, gdzie do końca kariery w 2010 roku grał w zespołach NK Mura, FC Koper, Olimpija Lublana, NK Drava Ptuj, NK Nafta Lendava oraz NK Malečnik.

## Kariera reprezentacyjna
W reprezentacji Macedonii Trenewski zadebiutował 7 czerwca 1997 w wygranym 1:0 meczu eliminacji Mistrzostw Świata 1998 z Islandią. W latach 1997–2004 w drużynie narodowej rozegrał 17 spotkań.